# Roberto Carlos
Roberto Carlos da Silva Rocha (n. 10 aprilie 1973, Garça, São Paulo, Brazilia), cunoscut simplu ca Roberto Carlos, este un fost fotbalist brazilian. El este considerat cel mai bun fundaș stânga din toate timpurile.
Roberto Carlos a participat cu echipa națională de fotbal a Braziliei la trei Campionate Mondiale de Fotbal, ajutându-și echipa să ajungă în finala ediției din 1998 și să o câștige pe cea din 2002.
Înainte de a ajunge la Corinthians și Fenerbahce, Roberto Carlos a evoluat la Real Madrid timp de unsprezece sezoane, jucând pentru club în 584 de meciuri în toate competițiile și marcând 71 de goluri. Cu Real el a câștigat La Liga de patru ori, Liga Campionilor de trei ori, și Cupa Intercontinentală de două ori. În martie 2007 el a devenit unul din cei cinci jucători care au jucat mai mult de 100 de meciuri în Liga Campionilor la moment.
A terminat pe locul 2, în urma conaționalului său Ronaldo, ca Jucătorul FIFA al Anului 1997, iar în martie 2004 a fost inclus de către Pelé în lista a celor mai buni 125 de fotbaliști în viață. Roberto Carlos este cunoscut pentru forța execuțiilor sale din lovitură liberă, care uneori capătă un efect derutant pentru portar, precum și pentru numeroasele sale incursiuni în sprijinul ofensivei. În aprilie 2013, el a fost inclus de către Marca în "Cel mai bun unsprezece din istoria lui Real Madrid". În august 2012, la vârsta de 39 de ani, el și-a anunțat retragerea din fotbalul profesionist.

## Goluri internaționale
| Roberto Carlos – goluri pentru Brazilia | Roberto Carlos – goluri pentru Brazilia | Roberto Carlos – goluri pentru Brazilia         | Roberto Carlos – goluri pentru Brazilia | Roberto Carlos – goluri pentru Brazilia | Roberto Carlos – goluri pentru Brazilia | Roberto Carlos – goluri pentru Brazilia                |
| #                                       | Data                                    | Stadion                                         | Oponent                                 | Scor                                    | Rezultat                                | Competiția                                             |
| --------------------------------------- | --------------------------------------- | ----------------------------------------------- | --------------------------------------- | --------------------------------------- | --------------------------------------- | ------------------------------------------------------ |
| 1                                       | 6 iunie 1995                            | Goodison Park, Liverpool, Anglia                | Japonia                                 | 3–0                                     | 3–0                                     | Umbro Cup                                              |
| 2                                       | 3 iunie 1997                            | Stade de Gerland, Lyon, Franța                  | Franța                                  | 0–1                                     | 1–1                                     | Tournoi de France                                      |
| 3                                       | 8 iunie 1997                            | Stade de Gerland, Lyon, Franța                  | Italia                                  | 2–1                                     | 3–3                                     | Tournoi de France                                      |
| 4                                       | 26 iunie 1999                           | Arena da Baixada, Curitiba, Brazilia            | Letonia                                 | 2–0                                     | 3–0                                     | Meci amical                                            |
| 5                                       | 9 octombrie 1999                        | Amsterdam Arena, Amsterdam, Olanda              | Țările de Jos                           | 1–0                                     | 2–2                                     | Meci amical                                            |
| 6                                       | 9 august 2001                           | Arena da Baixada, Curitiba, Brazilia            | Panama                                  | 5–0                                     | 5–0                                     | Meci amical                                            |
| 7                                       | 8 iunie 2002                            | Jeju World Cup Stadium, Seogwipo, Coreea de Sud | China                                   | 1–0                                     | 4–0                                     | Campionatul Mondial de Fotbal 2002                     |
| 8                                       | 12 octombrie 2003                       | Walkers Stadium, Leicester, Anglia              | Jamaica                                 | 1–0                                     | 1–0                                     | Meci amical                                            |
| 9                                       | 9 februarie 2005                        | Hong Kong Stadium, Hong Kong, Hong Kong         | Hong Kong                               | 2–0                                     | 7–1                                     | 2005 Carlsberg Cup                                     |
| 10                                      | 8 iunie 2005                            | River Plate Stadium, Buenos Aires, Argentina    | Argentina                               | 3–1                                     | 3–1                                     | Calificările pentru Campionatul Mondial de Fotbal 2006 |
| 11                                      | 12 octombrie 2005                       | Estádio da Curuzú, Belém, Brazilia              | Venezuela                               | 2–0                                     | 3–0                                     | Calificările pentru Campionatul Mondial de Fotbal 2006 |

## Statistici carieră

### Club
|               |                |                        | Campionat | Campionat | Cupă           | Cupă           | Continental    | Continental    | Total   | Total  |
| Sezon         | Club           | Campionat              | Meciuri   | Goluri    | Meciuri        | Goluri         | Meciuri        | Goluri         | Meciuri | Goluri |
| Brazil        | Brazil         | Brazil                 | League    | League    | Copa do Brasil | Copa do Brasil | America de Sud | America de Sud | Total   | Total  |
| ------------- | -------------- | ---------------------- | --------- | --------- | -------------- | -------------- | -------------- | -------------- | ------- | ------ |
| 1993          | Palmeiras      | Série A                | 20        | 1         | 5              | 0              | –              | –              | 321     | 1      |
| 1994          | Palmeiras      | Série A                | 24        | 2         | 3              | 0              | 6              | 1              | 33      | 3      |
| 1995          | Palmeiras      | Série A                | 0         | 0         | 4              | 1              | 9              | 3              | 13      | 4      |
| Italy         | Italy          | Italy                  | League    | League    | Coppa Italia   | Coppa Italia   | Europe         | Europe         | Total   | Total  |
| 1995–96       | Internazionale | Serie A                | 30        | 5         | 2              | 1              | 2              | 1              | 34      | 7      |
| Spain         | Spain          | Spain                  | League    | League    | Copa del Rey   | Copa del Rey   | Europe         | Europe         | Total   | Total  |
| 1996–97       | Real Madrid    | La Liga                | 37        | 5         | 5              | 0              | –              | –              | 42      | 5      |
| 1997–98       | Real Madrid    | La Liga                | 35        | 4         | 1              | 1              | 9              | 2              | 45      | 7      |
| 1998–99       | Real Madrid    | La Liga                | 35        | 5         | 4              | 0              | 8              | 0              | 47      | 5      |
| 1999-00       | Real Madrid    | La Liga                | 35        | 4         | 3              | 0              | 17             | 4              | 55      | 8      |
| 2000–01       | Real Madrid    | La Liga                | 36        | 5         | 0              | 0              | 14             | 4              | 50      | 9      |
| 2001–02       | Real Madrid    | La Liga                | 31        | 2         | 6              | 1              | 13             | 2              | 50      | 5      |
| 2002–03       | Real Madrid    | La Liga                | 37        | 5         | 1              | 0              | 15             | 1              | 53      | 6      |
| 2003–04       | Real Madrid    | La Liga                | 32        | 5         | 7              | 1              | 8              | 2              | 47      | 8      |
| 2004–05       | Real Madrid    | La Liga                | 34        | 3         | 2              | 0              | 10             | 1              | 46      | 4      |
| 2005–06       | Real Madrid    | La Liga                | 35        | 5         | 3              | 1              | 7              | 0              | 45      | 6      |
| 2006–07       | Real Madrid    | La Liga                | 23        | 3         | 1              | 0              | 8              | 0              | 32      | 3      |
| Turkey        | Turkey         | Turkey                 | League    | League    | Türkiye Kupası | Türkiye Kupası | Europe         | Europe         | Total   | Total  |
| 2007–08       | Fenerbahçe     | Süper Lig              | 22        | 2         | 3              | 0              | 9              | 0              | 34      | 2      |
| 2008–09       | Fenerbahçe     | Süper Lig              | 32        | 4         | 8              | 2              | 10             | 1              | 50      | 7      |
| 2009–10       | Fenerbahçe     | Süper Lig              | 11        | 0         | 0              | 0              | 8              | 1              | 19      | 1      |
| Brazil        | Brazil         | Brazil                 | League    | League    | Copa do Brasil | Copa do Brasil | America de Sud | America de Sud | Total   | Total  |
| 2010          | Corinthians    | Série A                | 35        | 1         | –              | –              | 8              | 0              | 572     | 42     |
| 2011          | Corinthians    | Série A                | 0         | 0         | –              | –              | 1              | 0              | 43      | 13     |
| Rusia         | Rusia          | Rusia                  | League    | League    | Cupa Rusiei    | Cupa Rusiei    | Europa         | Europa         | Total   | Total  |
| 2011–12       | Anzhi          | Russian Premier League | 29        | 4         | 3              | 1              | –              | –              | 32      | 5      |
| Total         | Brazil         | Brazil                 | 79        | 4         | 12             | 1              | 24             | 4              | 139     | 13     |
| Total         | Italy          | Italy                  | 30        | 5         | 2              | 1              | 2              | 1              | 34      | 7      |
| Total         | Spain          | Spain                  | 370       | 46        | 33             | 4              | 109            | 16             | 512     | 66     |
| Total         | Turkey         | Turkey                 | 65        | 6         | 11             | 2              | 27             | 2              | 103     | 10     |
| Total         | Russia         | Russia                 | 29        | 4         | 3              | 1              | —              | —              | 32      | 5      |
| Total carieră | Total carieră  | Total carieră          | 573       | 65        | 61             | 9              | 162            | 23             | 820     | 101    |

- Also played 6 (1997, 2001, 2003) Supercopa de España matches.
- Also played 3 (1998, 2000, 2002) Supercupa Europei matches where he scored 1 goal (2002).
- Also played 3 (1998, 2000, 2002) Intercontinental Cup matches where he scored 1 goal (2000).
- Also played 1 (2007) Turkish Super Cup match.

1include 7 meciuri și 0 goluri în 1993 Torneio Rio – São Paulo.
2include 14 meciuri și 3 goluri în 2010 Campeonato Paulista.
3include 3 meciuri și 1 goal in 2011 Campeonato Paulista.

### Internațional
| Brazilia | Brazilia | Brazilia |
| An       | Meciuri  | Goluri   |
| -------- | -------- | -------- |
| 1992     | 7        | 0        |
| 1993     | 5        | 0        |
| 1994     | 7        | 0        |
| 1995     | 13       | 1        |
| 1996     | 4        | 0        |
| 1997     | 18       | 2        |
| 1998     | 10       | 0        |
| 1999     | 13       | 2        |
| 2000     | 9        | 0        |
| 2001     | 7        | 1        |
| 2002     | 11       | 1        |
| 2003     | 5        | 1        |
| 2004     | 12       | 0        |
| 2005     | 9        | 3        |
| 2006     | 6        | 0        |
| Total    | 125      | 11       |

### Statistici antrenorat
La 29 martie 2014.
| Echipa            | Început            | Sfârșit           | Rezultate | Rezultate | Rezultate | Rezultate | Rezultate | Rezultate | Rezultate | Rezultate |
| Echipa            | Început            | Sfârșit           | G         | W         | D         | L         | GF        | GA        | GD        | Win %     |
| ----------------- | ------------------ | ----------------- | --------- | --------- | --------- | --------- | --------- | --------- | --------- | --------- |
| Anzhi Makhachkala | 30 septembrie 2011 | 27 decembrie 2011 | 7         | 3         | 2         | 2         | 11        | 10        | +1        | 42,86     |
| Sivasspor         | 3 iunie 2013       | Present           | 37        | 17        | 4         | 16        | 61        | 57        | +4        | 45,95     |
| Total carieră     | Total carieră      | Total carieră     | 44        | 20        | 6         | 18        | 72        | 67        | +5        | 45,45     |

## Palmares
| Palmeiras - Campeonato Brasileiro Série A (2): 1993, 1994 - Campeonato Paulista (2): 1993, 1994 - Torneio Rio-São Paulo (1): 1993 Real Madrid - La Liga (4): 1997, 2001, 2003, 2007 - Supercopa de España (3): 1997, 2001, 2003 - Liga Campionilor (3): 1998, 2000, 2002 - Cupa Intercontinentală (2): 1998, 2002 - Supercupa Europei (1): 2002 Fenerbahçe - Supercupa Turciei (2): 2007, 2009 | Brazil - Campionatul Mondial de Fotbal: 2002 Vicecampion: 1998 - Copa América: 1997, 1999 Argint: 1995 - Cupa Confederațiilor FIFA: 1997 - Jocurile Olimpice: Bronz 1996 - CONMEBOL Men Pre-Olympic Tournament: 1996 - Umbro Cup: 1995 - Lunar New Year Cup: 2005 Individual - FIFA World Player of the Year: 1997 (Silver Award) - FIFA World Cup All-Star Team (2): 1998, 2002 - Cel mai bun fundaș din Liga Campionilor UEFA (2): 2002, 2003 - UEFA Team of the Year (2): 2002, 2003 - ESM Team of the Year (7): 1996–97, 1997–98, 1999–00, 2000–01, 2001–02, 2002–03, 2003–04 - Golden Foot: 2008 - FIFA 100 |